# Драгич, Неделько
Неде́лько Дра́гич (хорв. Nedeljko Dragić; род. 13 сентября 1936, Пакленица, Югославия, ныне Хорватия) — хорватский кинорежиссёр-аниматор и художник-карикатурист.

## Биография
Начинал как карикатурист. С 1960 года — в анимационном кино. Работал на киностудии «Загреб-фильм». Дебютировал в 1966 году фильмом «Укротитель диких лошадей». Один из ведущих режиссёров загребской школы мультипликации.

## Избранная фильмография

### Режиссёр
- 1965 — Элегия / Elegija
- 1967 — Укротитель диких лошадей / Krotitelj divljih konja
- 1968 — Может быть Диоген / Možda Diogen
- 1968 — Стриптиз / Striptiz
- 1969 — Идут дни / Idu Dani
- 1973 — Тук-тук / Tup Tup
- 1973 —  / Man: The Polluter (альманах, Канада—Югославия)
- 1974 — Дневник / Dnevnik
- 1982 — Дорога к соседу / Put k susjedu
- 1990 — Картины из памяти / Slike iz sjecanja
- 1993 — Ворота / Vrata (с Бранко Ранитовичем)

### Сценарист
- 1965 — Элегия / Elegija
- 1969 — Идут дни / Idu Dani
- 1973 — Тук-тук / Tup Tup
- 1974 — Дневник / Dnevnik
- 1976 — Увертюра 2012 / Ouverture 2012
- 1982 — Дорога к соседу / Put k susjedu
- 1990 — Картины из памяти / Slike iz sjecanja
- 1993 — Ворота / Vrata (с Бранко Ранитовичем)

### Продюсер
- 1973 — Тук-тук / Tup Tup

### Художник
- 1990 — Картины из памяти / Slike iz sjecanja

## Награды
- 1969 — приз Международного кинофестиваля в Оберхаузене («Идут дни»)
- 1972 — Премия Владимира Назора
- 1973 — приз Международного кинофестиваля в Оберхаузене («Тук-тук»)
- 1973 — номинация на «Оскар» за лучший короткометражный анимационный фильм («Тук-тук»)
- 2011 — Орден Утренней звезды Хорватии[англ.] с ликом Марка Марулича[1]
- 2013 — Премия Владимира Назора